# Орани
Орани (итал. Orani) је насеље у Италији у округу Нуоро, региону Сардинија.
Према процени из 2011. у насељу је живело 2942 становника. Насеље се налази на надморској висини од 526 м.

## Становништво
Према резултатима пописа становништва 2011. у општини је живело 3.007 становника.
| 1931. | 1936. | 1951. | 1961. | 1971. | 1981. | 1991. | 2001. | 2011. |
| ----- | ----- | ----- | ----- | ----- | ----- | ----- | ----- | ----- |
| 2.970 | 3.083 | 3.512 | 3.667 | 3.205 | 3.263 | 3.212 | 3.152 | 3.007 |